# Tri tankista
Sobre la frontera las nubes se vuelven sombrías (en ruso: На границе тучи ходят хмуро) — más conocida bajo el nombre de Tri tankista — es una canción popular soviética con temática bélica. Escrita en 1939, la canción es el himno oficial de las tropas fronterizas y de las fuerzas blindadas soviéticas, posteriormente rusas. La canción fue interpretada por primera vez en el cine por el actor Nikolaï Krioutchkov en la película Los Tractoristas (1939), poco tiempo después de la batalla de Khalkhin Gol. En lo sucesivo, la canción estará interpretada por numerosos artistas y grupos célebres.
Algunas estrofas de la canción se han convertido en aforismos generalizados.

## Contexto histórico
La canción referencia la incursión japonesa en Siberia en 1938, donde estos últimos fueron derrotados por las fuerzas soviéticas a la batalla del lago Khassan. En esta batalla se ve por primera vez, exceptuando la Guerra civil española, el uso y la victoria de carros blindados soviéticos[cita requerida]. Los carros ligeros estaban compuestos entonces de una tripulación únicamente de tres miembros. Hará falta esperar hasta la mitad de la Segunda Guerra Mundial para que se incluya un operador de radio en dichos carros. La canción cuenta cómo estas tres tanquistas rechazaron a los invasores japoneses gracias a sus carros de combate.

## Letra
La música de la canción está compuesta por los hermanos Pokrass, mientras que la letra se le atribuye a Boris Laskine.
| Три танкиста На границе тучи ходят хмуро Край суровый тишиной объят У высоких берегов Амура Часовые Родины стоят Там врагу заслон поставлен прочный Там стоит отважен и силён У границ земли дальневосточной Броневой ударный батальон Там живут — и песня в том порука — Нерушимой, дружною семьёй Три танкиста — три весёлых друга — Экипаж машины боевой. | Tri tankista Sobre la frontera las nubes se vuelven sombrías El borde del duro silencio es abrazado En las altas orillas del Amur Soporte de relojes patria Allí, se ha establecido una sólida barrera para el enemigo. Ahí está valiente y fuerte En las fronteras de la tierra del Lejano Oriente batallón de ataque blindado Allí viven -y la canción es una garantía Familia indestructible y amigable. Tres tanquistas, tres alegres amigos La tripulación del vehículo de combate. |

## Adaptaciones posteriores
- El grupo Cosmonautix en 2019 interpretó su propia adaptación del tema, modernizado, aunque manteniendo instrumentos originales, como la balalaika.[2]
- Eduardo Rosero Pantoja, en 2020, tradujo e interpretó el tema en español.[3]